# Maniace
Maniace ist eine Stadt der Metropolitanstadt Catania in der Region Sizilien in Italien mit 3763 Einwohnern (Stand 31. Dezember 2023).

## Lage und Daten
Maniace liegt 67 km nordwestlich von Catania am nordwestlichen Hang des Ätnas. Die Einwohner arbeiten hauptsächlich in der Landwirtschaft und in der Viehzucht.
Die Nachbargemeinden sind Bronte, Cesarò (ME) und Longi (ME).

## Geschichte
Benannt wurde der Ort nach Georgios Maniakes, der ab 1038 Teile Siziliens vorübergehend von den Arabern befreite. 1174 wurde hier von Margarete von Navarra die Abtei Santa Maria di Maniace gegründet, an der Stelle eines wohl bereits verlassenen griechischen Klosters. Im Umfeld dieser Abtei entwickelte sich der Ort. Von 1799 an lebte die Familie Admiral Nelsons hier. Bis 1981 war Maniace ein Ortsteil von Bronte.